# Alfabetizzazione multimediale
Alfabetizzazione multimediale è un nuovo aspetto dell'alfabetizzazione che attraverso l'utilizzo della tecnologia è in grado di ampliare il modo di comunicare  delle persone.
Nel contesto moderno, questo termine si riferisce all'abilità nell'utilizzare numerosi media esistenti.
Multimediale è il termine che viene utilizzato per indicare le varie forme di contenuti che vengono utilizzate per veicolare le informazioni.
Molti dei media fanno già parte della comunicazione e pubblicazione globale (testi, file audio, animazioni, grafica, interattività).
Il termine multimediale non si riferisce esclusivamente ai mezzi di comunicazione elettronici, in quanto registrazioni audio e file video vengono, ad esempio, inviati elettronicamente, ma anche a tutti gli altri strumenti con cui si definiscono e si realizzano i processi di mediazione simbolica come per esempio i patrimoni culturali (naturalistici, archeologici, artistici ecc.) che si esprimono attraverso linguaggi e sistemi di segni diversi.

## Definizione del dibattito
I critici del concetto di alfabetizzazione multimediale si chiedono se il termine “alfabetizzazione” possa avere un significato più ampio rispetto alla sua definizione originale, legata alla semplice capacità di leggere e scrivere.
La parola Technacy effettivamente può risultare più corretta. Altri studiosi sostengono che la “letteratura multimediale” e i concetti legati ad essa non siano affatto nuovi, ma radicati nel cinema, nella radio, nel teatro già da molti anni.
L'evoluzione dell'alfabetizzazione multimediale di base negli anni e il suo espandersi in diversi territori fornisce una prospettiva a coloro che cercano di definire cosa sia precisamente la letteratura multimediale.
C'è stato un punto di svolta nella questione inerente alla letteratura multimediale, in coincidenza con la Rivoluzione Industriale.
La carta, gli strumenti di scrittura e di stampa divennero più economici da quel momento.
Attualmente è in corso una “rivoluzione” per quanto riguarda lo sviluppo dei nuovi mezzi di comunicazione.
Diverse persone alfabetizzate puntano ad apprendere competenze in materia di comunicazione multimediale, attraverso l'uso di una varietà di strumenti online come blog, social network, condivisione di file video e audio.
L'impatto di questi mezzi di comunicazione quali internet e l'informatica in generale è stato diverso rispetto a quello che ha riguardato i precedenti strumenti multimediali utilizzati nella produzione di film e per la diffusione delle radio.
Questi media erano all'avanguardia, ma vi poteva accedere solo un ristretto numero di individui.
I nuovi media, in particolare quelli descritti come web 2.0, sono strumenti che tendono a coinvolgere attivamente gli utenti.
È in corso un significativo dibattito circa la natura ed il significato di questi nuovi mezzi di comunicazione. Educatori tradizionalisti sosterranno che i media che coinvolgono la stampa continueranno ad essere il fondamento del sapere; al contrario altri studiosi affermano che le nuove forme di comunicazione siano in grado declassare quelle del passato, di conseguenza le scuole dovrebbero fornire insegnamenti che riguardano tutte le forme di letteratura multimediale.

## Apprendimento costruttivista e multimediale
L'alfabetizzazione multimediale è un sottoinsieme della questione riguardante l'uso di ICT (Information and Communication Technology) nelle scuole.
Se da una parte le persone necessitano di imparare in modo efficace come si usa un computer, dall'altra si dibatte a proposito della natura di questo apprendimento. Alcuni lo vedono come un elenco di capacità tecniche, mentre altri identificano il potere di ICT come la causa del cambiamento nell'apprendimento.
Avarim e Talmi hanno identificato numerosi gruppi attivi nell'educazione attraverso ICT, inclusi i Technocrats, che vedono l'utilizzo di ICT come un semplice modo di usare nuovi strumenti, e i Reformists, che considerano ICT come l'agente del cambiamento dell'educazione. Il gruppo dei Reformists vede il sempre più frequente uso di ICT nel metodo d'insegnamento manifestarsi in concomitanza con l'adozione della teoria dell'apprendimento costruttivista. (OECD)
Questa teoria si riferisce all'apprendimento cognitivo e al lavoro di Jerome Bruner. 
Alcuni educatori  identificano ICT come il maggior agente nella riforma scolastica. Questa riforma tende all'approccio costruttivista, nel quale si usano termini come: student-centred learning, problem-based learning ed experimental education.
I sostenitori di ICT ritengono che esso sia un potenziale strumento nell'apprendimento costruttivista, in grado di fornire:
- Un coinvolgimento attivo e motivato nei confronti degli studenti
- Efficaci strumenti per collegare testi, arte, musica, suoni, modelli, presentazioni, film ecc. che diano vita a prodotti di alta qualità
- Un ambiente di apprendimento nel quale si possa imparare dai propri errori
- Una facile comunicazione attraverso il testo, la voce, il video
- Un veloce accesso alle informazioni e alle risorse

Nonostante ICT fornisca una serie di capacità tecniche, per favorire l'apprendimento costruttivista è necessario anche un insegnamento di qualità in grado di sviluppare e sostenere un ambiente che possa motivare e ispirare gli studenti a imparare.

## Il cambiamento della tecnologia digitale
Da quando i personal computer e i loro software sono diventati più potenti, hanno acquisito la capacità non soltanto di registrare e rivedere testi, suoni, immagini fisse, immagini in movimento e gestire individualmente l'interattività, ma anche di sintetizzare tutto questo nella stessa pagina, schermo o proiezione, creando nuove composizioni.
La tecnologia del personal computer ha fatto in modo che la creazione multimediale fosse alla portata di tutti gli utenti. Da quando il multimediale è diventato la principale forma di comunicazione si è dibattuto sull'insegnare l'alfabetizzazione del “leggere” e dello “scrivere” multimediale nelle scuole e negli altri istituti di educazione.
Lo studio dei mass media è da tempo parte del programma scolastico in molti sistemi scolastici sia come una materia individuale o molto più spesso come parte dell'apprendimento generale. Il rapido sviluppo multimediale può significare il frequente uso nella routine di un gruppo di persone di personal computer, non solo per quanto riguarda la “lettura” ma anche la creazione multimediale. Il confine tra mass media e gli utenti sta diventando sempre più confuso se non del tutto inesistente. Alcuni utenti del web non professionisti hanno già molta più audiences della maggior parte delle pubblicazioni commerciali, come ad esempio i più importanti giornali e stazioni tv. L'improvvisa comparsa di brevi video come mezzo di proiezione e creazione su YouTube ha illustrato la rapidità del cambiamento di quest'area, e il bisogno di imparare nuove forme di apprendimento multimediale.

## Alfabetizzazione multimediale nelle scuole
Come segnalato da Will Richardson nel suo libro, “Blogs, wikis, podcasts and other powerful web tools for the classroom”, la vera definizione di cosa significhi essere un'alfabeta sta cambiando in seguito all'esplosione d'informazioni e all'evolversi della tecnologia. Per più di un secolo, l'alfabetizzazione è stata definita come la capacità di leggere e scrivere. Mentre queste abilità sono ancora componenti necessarie nell'alfabetizzazione, sono state però riconosciute insufficienti dagli educatori.
Gli educatori oggi si focalizzano su un paradigma che è mutato dall'alfabetizzazione tradizionale a multialfabetizzazioni, un termine coniato dal new london group e che è basato sull'ipotesi che la tecnologia abbia avuto un notevole impatto sui testi e sul modo in cui le persone interagiscono con essi. Una persona multialfabetizzata è stata recentemente definita come “flessibile, stratega e in grado di capire e usare le nuove pratiche di alfabetizzazione; in modo socialmente responsabile; in un mondo con numerose differenze sociali, culturali e linguistiche; e capace di dare il proprio contributo nella veste di cittadino attivo e ben informato”(Borsheim87).
Secondo Richardson, agli studenti sarà richiesto dopo l'excursus scolastico di migliorare le proprie abilità informatiche. Per prima cosa agli studenti verrà insegnato a essere attivi consumatori d'informazioni piuttosto che rimanere dei fruitori passivi. In secondo luogo, gli allievi dovrebbero essere istruiti sulle modalità in cui idee e prodotti vengono pubblicati sul web. In seguito, i docenti dovrebbero insegnare a lavorare in un ambiente collaborativo. Infine, agli studenti dovrebbero essere insegnate le abilità necessarie a raccogliere,  accumulare e recuperare informazioni rilevanti.
Gli studenti beneficiano davvero dell'alfabetizzazione multimediale nelle scuole, imparando le sfide e i benefici di come incorporare la tecnologia nella vita di tutti i giorni, costruendo una buona base per il loro futuro. Wiki sono una buona soluzioni per gli studenti per imparare a lavorare con gli altri, creare una community e operare in un mondo che richiede l'uso d'informazioni provenienti da fonti diverse.

## Video
Il film making è stata la più grande forma di tecnologia ed arte dall'inizio del XX secolo fino ad oggi. Il personal film making permette l'uso di molte tecniche del professional film making. I giovani studenti che intendono produrre un film necessitano di una certa familiarità con gli strumenti base e le tecniche di quest'arte, includendo anche la familiarità con:
- RIPRESE CON LA CAMERA: campo lungo, primo piano, campo medio, panoramica e dissolvenza, ovvero tutti elementi in grado di ottenere effetti diversi;
- STORY-BOARDING: una scena particolare del campo visivo della storia, mostrando le riprese della camera, i tempi e la sequenza di riprese a cui provvede il direttore con una semplice sceneggiatura per il video;
- EDITING SOFTWARE, rimpiazza il noioso e costoso montaggio del film con l'editing digitale, più veloce e indulgente con eventuali errori, e permette inoltre l'aggiunta di tracce audio in sequenza con la traccia video.
- SOUNDTRACK, permettono che la musica, i vari effetti sonori e la voce vengano aggiunti al film già esistente.
- KEN BURNS EFFECT, le panoramiche della camera attraverso un fermo immagine permette alle immagini ferme accompagnate da una traccia sonora di creare presentazioni abbastanza potenti.

La nascita di short videos condivisi da servizi online come YouTube sta cambiando la percezione di chi produce video, come e perché viene visto.
Gli short videos condivisi online sono diventati il maggior fenomeno  culturale da molti anni. La loro produzione spesso rompe la maggior parte delle regole di come fare un video. La loro qualità tecnica è bassa, ma il loro impatto comunicativo è invece alto.